# Kommunalwahlen in Nordrhein-Westfalen 2015
Bei den Kommunalwahlen in Nordrhein-Westfalen am 13. September 2015 wurden Landräte, Oberbürgermeister und Bürgermeister in den Kreisen und Gemeinden gewählt, soweit dies nicht in den Kommunalwahlen in Nordrhein-Westfalen 2014 durch freiwillig vorgezogene Wahlen bereits geschehen war, wovon etwa in 60 % der Fälle Gebrauch gemacht wurde. Hintergrund war das Gesetz zur Stärkung der kommunalen Demokratie.

## Allgemeines
Der Landrat wurde in den elf Kreisen Coesfeld, Düren, Euskirchen, Herford, Kleve, Lippe, Steinfurt und Viersen, im Ennepe-Ruhr-Kreis, im Oberbergischen Kreis und im Rhein-Kreis Neuss gewählt.
Wahlen zum Oberbürgermeister fanden in den elf kreisfreien Städten Bochum, Bonn, Essen, Herne, Krefeld, Leverkusen, Mülheim an der Ruhr, Münster, Oberhausen, Solingen und Wuppertal statt.
Zu den 156 kreisangehörigen Städten mit Wahlen zum Bürgermeister zählten unter anderem Ahaus, Ahlen, Bad Münstereifel, Bad Oeynhausen, Bad Salzuflen, Beckum, Bocholt, Borken, Castrop-Rauxel, Coesfeld, Dülmen, Düren, Emmerich am Rhein, Euskirchen, Frechen, Geilenkirchen, Geldern, Grevenbroich, Gütersloh, Hattingen, Hürth, Ibbenbüren, Iserlohn, Jülich, Kerpen, Kleve, Lemgo, Lübbecke, Lüdinghausen, Lünen, Menden (Sauerland), Meschede, Mettmann, Minden, Neuss, Oer-Erkenschwick, Olpe, Pulheim, Rheine, Schwelm, Steinfurt, Tecklenburg, Unna, Viersen, Warendorf, Warstein, Witten und Zülpich.
Sofern keiner der Kandidaten im ersten Wahlgang am 13. September 2015 die absolute Mehrheit der Stimmen erhielt, ist in der jeweiligen Gemeinde am 27. September 2015 eine Stichwahl zwischen den beiden Erstplatzierten angesetzt.

## OB-Wahlen in Köln
Ursprünglich sollte auch die Oberbürgermeisterwahl in der kreisfreien Stadt Köln am 13. September stattfinden. Aufgrund einer Beanstandung der Wahlzettel, auf denen die Namen der Parteien in der Schriftgröße übermäßig groß, die Namen der Kandidaten aber eher klein dargestellt wurden, was als Schmälerung der Chancen parteiloser Kandidaten kritisiert wurde, erfolgte eine Verschiebung der Wahl. Der erste Wahlgang fand nunmehr am 18. Oktober statt, eine mögliche Stichwahl war für den 8. November avisiert, musste dann aber nicht abgehalten werden. Durch die Verschiebung mussten etwa 55.000 Stimmzettel, die per Briefwahl eingereicht wurden, für ungültig erklärt werden.
Auf die Kandidatin Henriette Reker und mehrere umstehende Personen wurde am 17. Oktober 2015 von einem ehemaligen Neonazi ein Messer-Angriff aufgrund fremdenfeindlicher Motive ausgeübt.